# Barksdale Air Force Base

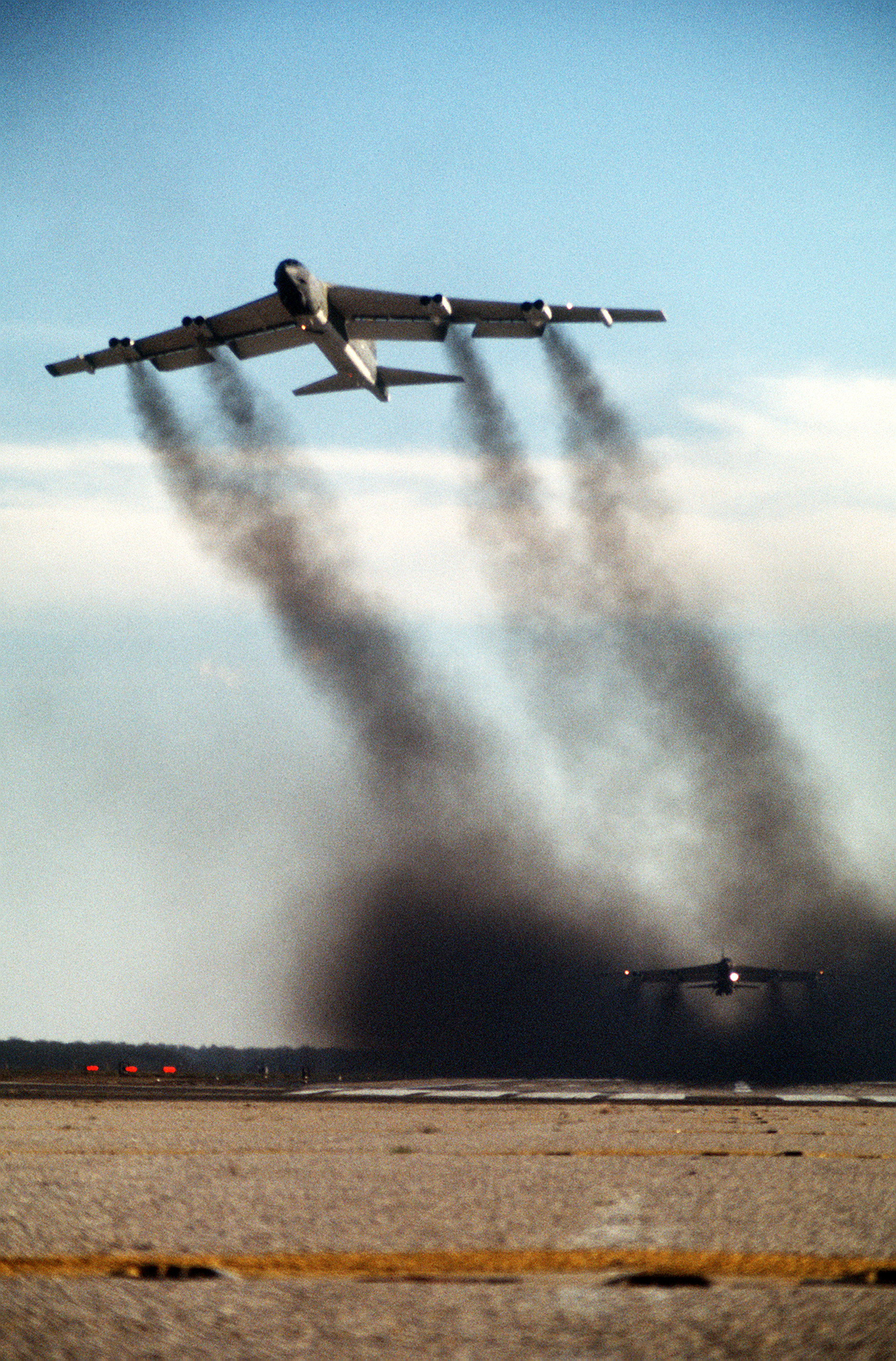
B-52G stijgt op van Barksdale AFB

Barksdale Air Force Base is een grote luchtmachtbasis van de USAF ten oosten van Bossier City nabij Shreveport (Louisiana). Het is anno 2013 het hoofdkwartier van de 8th Air Force (achtste luchtmacht) van het Air Force Global Strike Command en de thuisbasis van de 2nd Bomb Wing van de 8e Luchtmacht. De Wing is uitgerust met B-52H Stratofortress bommenwerpers. Naast haar operationele taak is de Wing ook verantwoordelijk voor de opleiding van alle B-52-bommenwerperbemanningen van het Air Force Global Strike Command en het Air Force Reserve Command. Tevens zijn er op de basis enkele squadrons gehuisvest van de Air Force Reserve, uitgerust met B-52H en Fairchild Republic A-10 Thunderbolt II.

## Geschiedenis
De basis werd geopend in 1932 en heette aanvankelijk Barksdale Field. Ze is genoemd naar luitenant Eugene Hoy Barksdale, een piloot tijdens de Eerste Wereldoorlog en later testpiloot, die in 1926 verongelukte. De Army Air Force stationeerde er eerst jachtvliegtuigen (Boeing P-12). Tijdens de Tweede Wereldoorlog werden er jachtpiloten en complete bemanningen van bommenwerpers opgeleid. Bij het oprichten van de United States Air Force als zelfstandige strijdmacht in 1948 werd de naam gewijzigd naar Barksdale Air Force Base.
Van 1945 tot 1949 was de basis het hoofdkwartier van het Air Training Command. Daarna behoorde ze tot Strategic Air Command. De eerste B-52 werden er in 1958 gestationeerd, kort daarop gevolgd door KC-135 tankvliegtuigen.
Sedert 1975 is Barksdale AFB het hoofdkwartier van de 8th Air Force. Er is een museum van de achtste luchtmacht op de basis.